# Élections législatives liechtensteinoises de 1945
Les élections législatives liechtensteinoises de 1945 se déroulent le 29 avril 1945. La répartition des sièges au Landtag reste inchangée. Le Premier ministre Josef Hoop, membre du Parti progressiste des citoyens est reconduit à la tête de son gouvernement de coalition avec l'Union patriotique.

## Système politique
Le Liechtenstein est une principauté organisée sous la forme d'une monarchie constitutionnelle avec un prince doté de larges pouvoirs dont un véto. 
Le parlement, ou Landtag, détient le pouvoir législatif. Les 15 députés qui le composent sont élus pour quatre ans au sein de 2 circonscriptions, l'Oberland et l'Unterland, comportant respectivement neuf et six sièges. Les élections ont lieu au suffrage universel masculin, pour tous les citoyens âgés d'au moins vingt-et-un ans.

## Contexte
Depuis la constitution de 1921, les élections se déroulent au scrutin plurinominal majoritaire : les électeurs écrivent sur leurs bulletins de vote autant de noms de candidats proposés par les partis que de sièges à pourvoir dans leurs circonscriptions, et les candidats ayant recueilli le plus de voix sont élus. Ce système, majoritaire, aboutit notamment à ce que le parlement soit composé exclusivement de membre d'un seul parti politique lors des élections de 1930, entrainant un débat sur la possibilité de l'introduction d'un système proportionnel
En 1939, soumis à la pression extérieure du voisinage de l'Allemagne nazie dont la volonté est de réunir en son sein l'ensemble des populations germanophones, le gouvernement du Liechtenstein fait face à plusieurs incidents qualifiés de tentatives de coups d'État de la part du Mouvement du peuple allemand au Liechtenstein, un parti d'obédience nazi qui cherche a provoquer des incidents diplomatiques dans le but d'aboutir à un Anschluss similaire à celui organisé en Autriche l'année précédente.
Le gouvernement, cherchant à s'éloigner d'un système permettant à un seul parti la mainmise sur le parlement, décide d'adopter le système proportionnel tout en introduisant un seuil de représentativité de 18 % dans la loi électorale, afin de faire blocage au parti d’obédience nazie.
D'autre part, une clause est introduite permettant aux partis siégeant au Landtag et réunissant au moins 80 % des sièges de procéder à la répartition des députés de la législature suivante sans organiser d'élection au suffrage direct si un nombre défini d'inscrits ne dépose pas de recours. Cette clause est utilisée en 1939, donnant lieu aux "élections silencieuses". Les élections de 1945 sont ainsi les premières au suffrage direct depuis celles de 1936.
Les élections se déroulent pour la première fois au scrutin de liste sans panachage mais avec vote préférentiel.
Les électeurs votent en cochant le nom du candidat qu'ils préfèrent sur la liste de leur choix, et ce vote pour un candidat équivaut à un vote pour son parti. La répartition proportionnelle se fait ensuite selon la méthode du plus fort reste, en appliquant le quotient dit de Hagenbach-Bischoff, avec un seuil électoral de 18 %. Les sièges attribués aux partis sont ensuite répartis à ceux de leurs candidats ayant recueilli le plus de votes en leurs noms.
Outre le passage à la proportionnelle, la gravité des événements de 1939 mène à la formation d'une coalition entre le Parti progressiste des citoyens et l'Union patriotique, qui dure de manière ininterrompue jusqu'en 1997.

## Résultats
|                           |                                       |       |       |     |        |               |  |  |  |
| Parti                     | Parti                                 | Voix  | %     | +/- | Sièges | +/-           |  |  |  |
|                           | Parti progressiste des citoyens (FBP) | 1 553 | 54,72 | -   | 8      | en stagnation |  |  |  |
|                           | Union patriotique (VU)                | 1 285 | 45,28 | -   | 7      | en stagnation |  |  |  |
|                           |                                       |       |       |     |        |               |  |  |  |
| Votes valides             | Votes valides                         | 2 838 | 97,56 |     |        |               |  |  |  |
| Votes blancs et invalides | Votes blancs et invalides             | 71    | 2,44  |     |        |               |  |  |  |
| Total                     | Total                                 | 2 909 | 100   | -   | 15     | en stagnation |  |  |  |
| Abstention                | Abstention                            | 179   | 5,80  |     |        |               |  |  |  |
| Inscrits / participation  | Inscrits / participation              | 3 088 | 94,20 |     |        |               |  |  |  |

| ↓  |     |
| 7  | 8   |
| VU | FBP |

### Résultats par circonscription[4]
|            |            |          |          |          |          |          |           |           |           |           |           |       |       |  |
| Parti      | Parti      | Oberland | Oberland | Oberland | Oberland | Oberland | Unterland | Unterland | Unterland | Unterland | Unterland | Total | Total |  |
| Parti      | Parti      | Voix     | %        | +/-      | S        | +/-      | Voix      | %         | +/-       | S         | +/-       | Total | Total |  |
|            | FBP        | 901      | 48,10    |          | 4        |          | 652       | 67,56     |           | 4         |           | 8     |       |  |
|            | VU         | 972      | 51,90    |          | 5        |          | 313       | 32,44     |           | 2         |           | 7     |       |  |
|            |            |          |          |          |          |          |           |           |           |           |           |       |       |  |
| Val.       | Val.       | 1 873    | 100      | –        | 9        |          | 965       | 100       | –         | 6         |           | 15    |       |  |
| Abst       |            |          |          |          |          |          |           |           |           |           |           |       |       |  |
| Ins./Part. | Ins./Part. | 2 032    |          | 1 056    |          |          |           |           |           |           |           |       |       |  |

## Conséquences
Le Premier ministre Josef Hoop, membre du Parti progressiste des citoyens et Premier ministre depuis 1928, est reconduit à la tête d'un gouvernement de coalition avec l'Union patriotique. Il se retire néanmoins de la vie politique après cette dernière victoire électorale et est remplacé le 3 septembre 1945 par un autre membre du FBP, Alexander Frick.